# 2014 JO25
2014 JO25 est un astéroïde binaire à contact du groupe Apollon, donc géocroiseur. Il a été découvert en mai 2014 par les astronomes du Catalina Sky Survey dont le télescope est situé sur le mont Lemmon, dans la chaîne  des monts Santa Catalina près de Tucson, dans l'Arizona. Les plus anciennes images de pré-découverte remontent à 2011.

## Caractéristiques physiques
2014 JO25 est un astéroïde binaire à contact dont le lobe le plus gros mesure environ 610 mètres de diamètre; sa plus grande longueur est d'environ 1 300 mètres,.

## Passages à proximité de la Terre
Dans la nuit du 19 au 20 avril 2017, 2014 JO25 est passé à une distance d'environ 1 800 000 km de la Terre. Il a atteint une magnitude apparente de 10.76, ce qui l'a rendu observable avec un télescope de 20 cm. Il s'agit de sa plus proche approche de notre planète depuis quatre cents ans, ainsi que pour les cinq cents ans à venir.

## Galerie

Images de l'astéroïde 2014 JO25
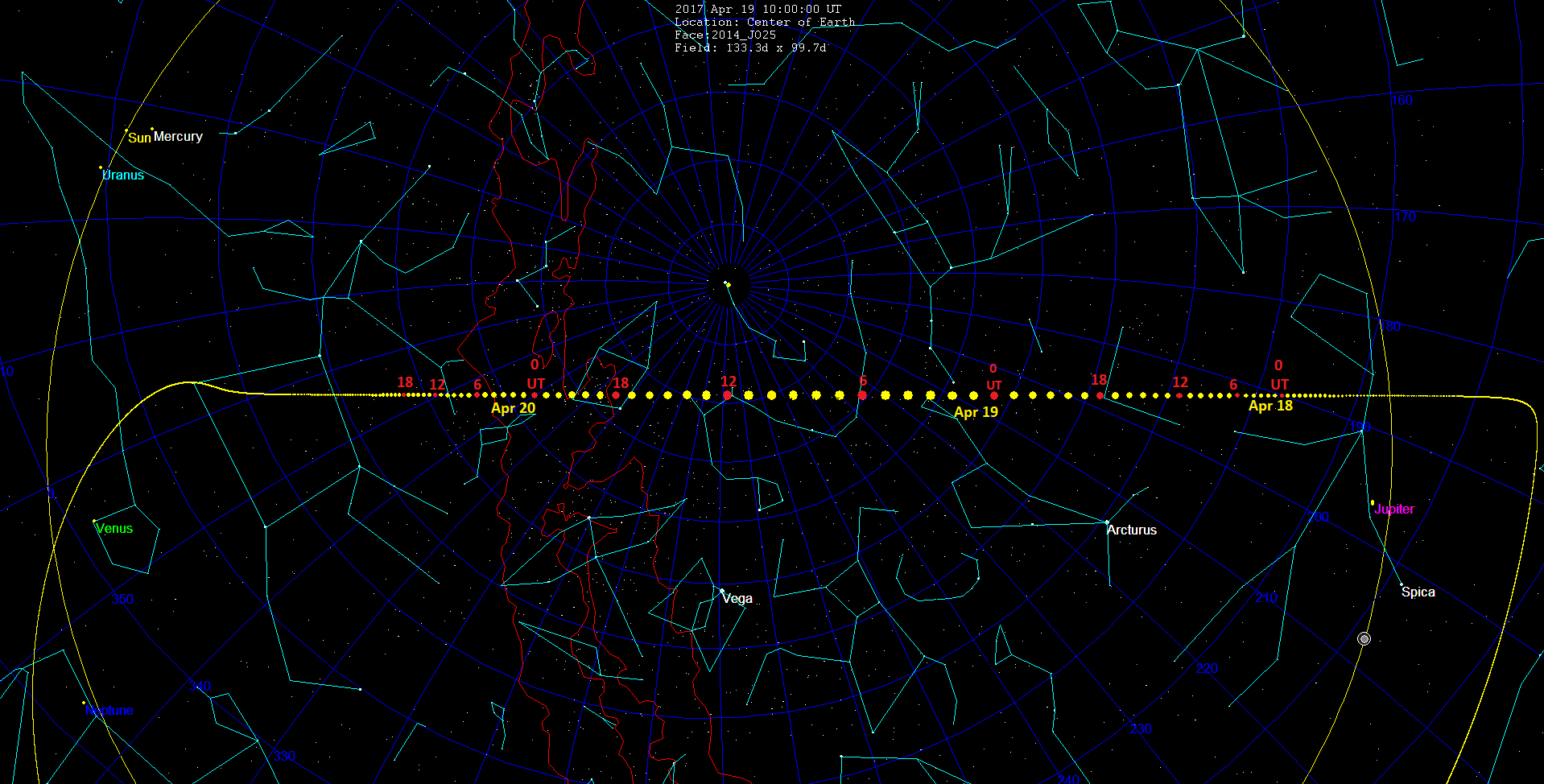
Trajectoire de l'astéroïde dans le ciel lors de son passage auprès de la Terre en avril 2017.
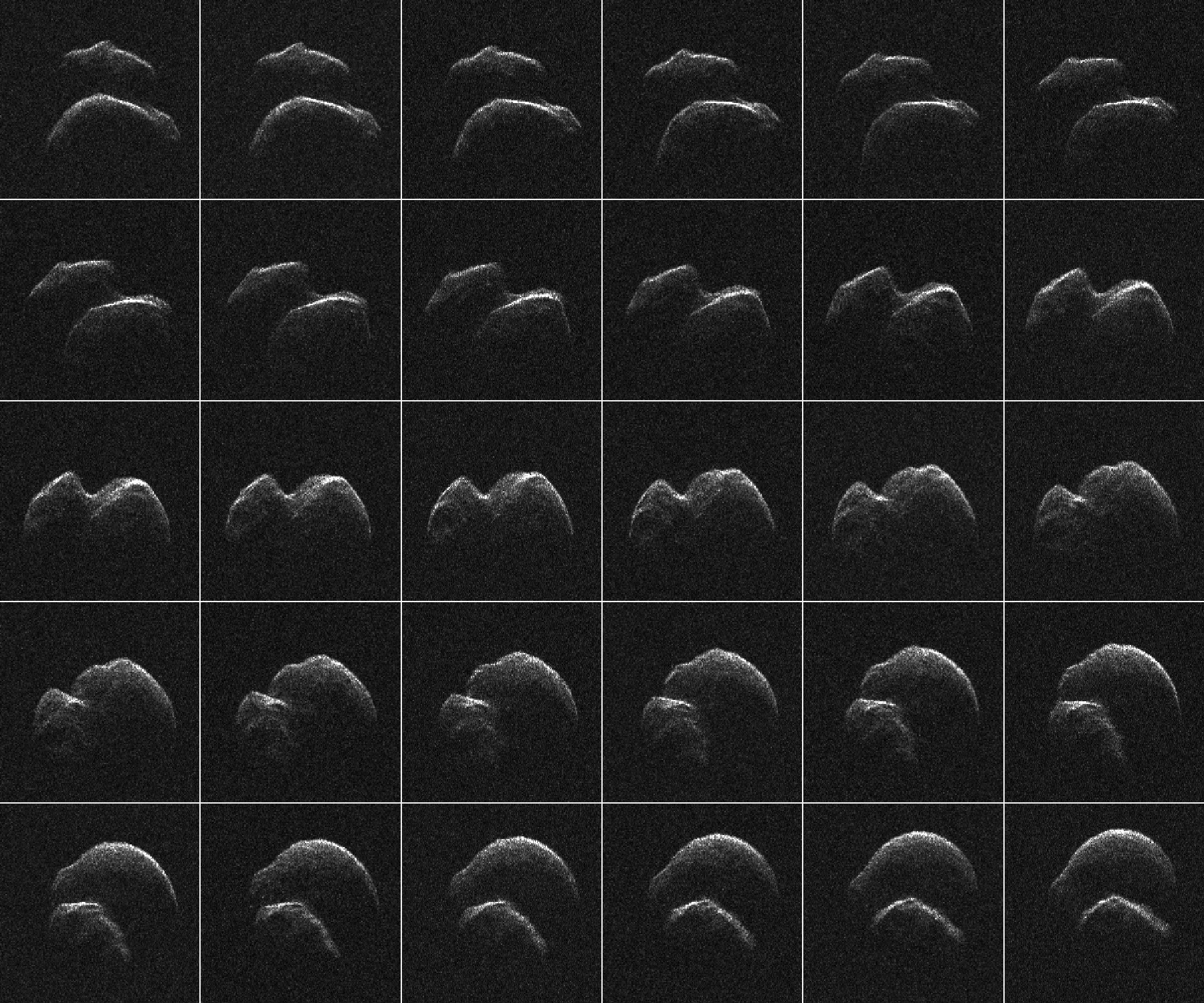
Mosaïque d'images radar prises par la Goldstone de la NASA.